# 埼玉県第15区
埼玉県第15区（さいたまけんだい15く）は、日本の衆議院議員総選挙における選挙区。2002年（平成14年）公職選挙法改正による区割りの変更で新設。

## 区域

### 現在の区域
2022年（令和4年）公職選挙法改正以降の区域は以下のとおりである。川口市の一部は2区に復帰した事により、事実上2003年から2017年までの区域に戻る形となった。
- さいたま市
  - 桜区
  - 南区
- 蕨市
- 戸田市

### 2017年から2022年までの区域
2017年（平成29年）公職選挙法改正から2022年の小選挙区改定までの区域は以下のとおりである。2017年の区割りの改正により、2区より川口市の一部が15区へ移行している。
- さいたま市
  - 桜区
  - 南区
- 川口市（芝支所管内のうち、JR京浜東北線の沿線地域［川口市第50及び第54〜56投票区］）
  - 芝新町、芝5丁目、芝樋ノ爪1・2丁目、芝富士1・2丁目、芝園町、大字芝3102〜3198番地、芝西1丁目1〜11番、芝塚原1丁目1・4番
- 蕨市
- 戸田市

### 2017年以前の区域
2003年（平成15年）公職選挙法改正から2017年の小選挙区改定までの区域は以下のとおりである。
- 蕨市
- 戸田市
- さいたま市
  - 桜区
  - 南区

2002年（平成14年）公職選挙法改正から2003年の小選挙区改定までの区域は以下のとおりである。
- 蕨市
- 戸田市
- さいたま市（1区・5区に属しない区域）
  - 本庁管内の一部[8]
    - 大谷場1・2丁目、南本町1・2丁目、南浦和1〜4丁目、大字太田窪、太田窪2・4・5丁目、大字大谷口、大字円正寺、大字広ヶ谷戸、神明1・2丁目、白幡1〜6丁目、辻1〜8丁目、文蔵1〜5丁目、別所1〜7丁目、根岸1〜5丁目、沼影1〜3丁目、曲本1〜5丁目、内谷1〜7丁目、松本1〜4丁目

  - 土合・大久保の各支所管内
  - 尾間木支所管内の一部
    - 大字大谷口

## 歴史
2002年に区割りの改正がされた際の新設区（2003年の衆議院議員総選挙で初めて実施された）。本選挙区の設置前はさいたま市（南区・桜区）と蕨市が1区、戸田市は4区だった。設置時から民主党の高山智司と自民党候補（第44回以降は田中良生）による議席争いが続いていた。高山は第48回で希望の党から出馬して落選。第49回は立憲民主党が前回比例単独で当選した高木錬太郎を擁立し、自民党の田中と日本維新の会の沢田良の三つ巴の争いとなり、田中が快勝。高木は比例復活もならなかったが沢田は最下位ながら復活当選を果たした。第50回は野党や諸派が乱立して票が分裂し、田中が自民党の裏金問題の逆風の中で高木、沢田の比例復活を許さずに完勝した。

## 小選挙区選出議員
| 選挙名                 | 年     | 当選者   | 党派       |
| ---------------------- | ------ | -------- | ---------- |
| 第43回衆議院議員総選挙 | 2003年 | 高山智司 | 民主党     |
| 第44回衆議院議員総選挙 | 2005年 | 田中良生 | 自由民主党 |
| 第45回衆議院議員総選挙 | 2009年 | 高山智司 | 民主党     |
| 第46回衆議院議員総選挙 | 2012年 | 田中良生 | 自由民主党 |
| 第47回衆議院議員総選挙 | 2014年 | 田中良生 | 自由民主党 |
| 第48回衆議院議員総選挙 | 2017年 | 田中良生 | 自由民主党 |
| 第49回衆議院議員総選挙 | 2021年 | 田中良生 | 自由民主党 |
| 第50回衆議院議員総選挙 | 2024年 | 田中良生 | 自由民主党 |

## 選挙結果
時の内閣：第1次石破内閣 解散日：2024年10月9日 公示日：2024年10月15日
当日有権者数：41万1175人 最終投票率：51.77%（前回比： 1.88%） （全国投票率：53.85%（2.08%））
| 当落 | 候補者名   | 年齢 | 所属党派     | 新旧 | 得票数   | 得票率 | 惜敗率 | 推薦・支持 | 重複 |
| ---- | ---------- | ---- | ------------ | ---- | -------- | ------ | ------ | ---------- | ---- |
| 当   | 田中良生   | 60   | 自由民主党   | 前   | 73,973票 | 35.56% | ――     | 公明党推薦 | ○    |
|      | 高木錬太郎 | 52   | 立憲民主党   | 元   | 60,356票 | 29.01% | 81.59% |            | ○    |
|      | 沢田良     | 45   | 日本維新の会 | 前   | 39,858票 | 19.16% | 53.88% |            | ○    |
|      | 守谷千津子 | 73   | 日本共産党   | 新   | 17,683票 | 8.50%  | 23.90% |            |      |
|      | 河合悠祐   | 43   | 日本保守党   | 新   | 16,157票 | 7.77%  | 21.84% |            |      |

時の内閣：第1次岸田内閣 解散日：2021年10月14日 公示日：2021年10月19日
当日有権者数：42万2917人 最終投票率：53.65%（前回比：4.14%） （全国投票率：55.93%（2.25%））
| 当落 | 候補者名   | 年齢 | 所属党派     | 新旧 | 得票数    | 得票率 | 惜敗率 | 推薦・支持 | 重複 |
| ---- | ---------- | ---- | ------------ | ---- | --------- | ------ | ------ | ---------- | ---- |
| 当   | 田中良生   | 57   | 自由民主党   | 前   | 102,023票 | 45.87% | ――     | 公明党推薦 | ○    |
|      | 高木錬太郎 | 49   | 立憲民主党   | 前   | 71,958票  | 32.35% | 70.53% |            | ○    |
| 比当 | 沢田良     | 42   | 日本維新の会 | 新   | 48,434票  | 21.78% | 47.47% |            | ○    |

- 高木は第48回は旧立憲民主党から比例北関東ブロック単独で立候補して当選。

時の内閣：第3次安倍第3次改造内閣 解散日：2017年9月28日 公示日：2017年10月10日
当日有権者数：41万3553人 最終投票率：49.51%（前回比：1.91%） （全国投票率：53.68%（1.02%））
| 当落 | 候補者名   | 年齢 | 所属党派     | 新旧 | 得票数   | 得票率 | 惜敗率 | 推薦・支持           | 重複 |
| ---- | ---------- | ---- | ------------ | ---- | -------- | ------ | ------ | -------------------- | ---- |
| 当   | 田中良生   | 53   | 自由民主党   | 前   | 96,185票 | 48.23% | ――     | 公明党推薦           | ○    |
|      | 高山智司   | 47   | 希望の党     | 元   | 48,729票 | 24.43% | 50.66% |                      | ○    |
|      | 梅村早江子 | 53   | 日本共産党   | 前   | 39,497票 | 19.81% | 41.06% | 社会民主党埼玉県連合 | ○    |
|      | 高橋英明   | 54   | 日本維新の会 | 新   | 15,014票 | 7.53%  | 15.61% |                      | ○    |

- 高橋は第49回は埼玉2区から立候補し比例復活で当選。
- 梅村は第47回は比例北関東ブロック単独で当選。

時の内閣：第2次安倍改造内閣 解散日：2014年11月21日 公示日：2014年12月2日
当日有権者数：37万8253人 最終投票率：51.42%（前回比：5.76%） （全国投票率：52.66%（6.66%））
| 当落 | 候補者名 | 年齢 | 所属党派   | 新旧 | 得票数   | 得票率 | 惜敗率 | 推薦・支持 | 重複 |
| ---- | -------- | ---- | ---------- | ---- | -------- | ------ | ------ | ---------- | ---- |
| 当   | 田中良生 | 51   | 自由民主党 | 前   | 98,287票 | 52.31% | ――     | 公明党推薦 | ○    |
|      | 高山智司 | 44   | 民主党     | 元   | 60,671票 | 32.29% | 61.73% |            | ○    |
|      | 田村勉   | 66   | 日本共産党 | 新   | 28,945票 | 15.40% | 29.45% |            |      |

時の内閣：野田第3次改造内閣 解散日：2012年11月16日 公示日：2012年12月4日
当日有権者数：37万1932人 最終投票率：57.18%（前回比：7.76%） （全国投票率：59.32%（9.96%））
| 当落 | 候補者名   | 年齢 | 所属党派     | 新旧 | 得票数   | 得票率 | 惜敗率 | 推薦・支持       | 重複 |
| ---- | ---------- | ---- | ------------ | ---- | -------- | ------ | ------ | ---------------- | ---- |
| 当   | 田中良生   | 49   | 自由民主党   | 元   | 88,210票 | 42.67% | ――     | 公明党推薦       | ○    |
|      | 高山智司   | 42   | 民主党       | 前   | 49,147票 | 23.77% | 55.72% | 国民新党推薦     | ○    |
|      | 斉藤裕康   | 43   | みんなの党   | 新   | 35,750票 | 17.29% | 40.53% | 日本維新の会推薦 | ○    |
|      | 小高真由美 | 48   | 日本未来の党 | 新   | 17,460票 | 8.45%  | 19.79% | 新党大地推薦     | ○    |
|      | 小久保剛志 | 37   | 日本共産党   | 新   | 16,168票 | 7.82%  | 18.33% |                  |      |

時の内閣：麻生内閣 解散日：2009年7月21日 公示日：2009年8月18日
当日有権者数：36万2866人 最終投票率：64.94%（前回比：1.32%） （全国投票率：69.28%（1.77%））
| 当落 | 候補者名 | 年齢 | 所属党派   | 新旧 | 得票数    | 得票率 | 惜敗率 | 推薦・支持 | 重複 |
| ---- | -------- | ---- | ---------- | ---- | --------- | ------ | ------ | ---------- | ---- |
| 当   | 高山智司 | 39   | 民主党     | 前   | 120,751票 | 52.13% | ――     |            | ○    |
|      | 田中良生 | 45   | 自由民主党 | 前   | 85,826票  | 37.05% | 71.08% |            | ○    |
|      | 村主明子 | 37   | 日本共産党 | 新   | 22,168票  | 9.57%  | 18.36% |            |      |
|      | 石井安   | 48   | 幸福実現党 | 新   | 2,903票   | 1.25%  | 2.40%  |            |      |

時の内閣：第2次小泉改造内閣 解散日：2005年8月8日 公示日：2005年8月30日
当日有権者数：34万9970人 最終投票率：63.62%（前回比：11.87%） （全国投票率：67.51%（7.65%））
| 当落 | 候補者名 | 年齢 | 所属党派   | 新旧 | 得票数    | 得票率 | 惜敗率 | 推薦・支持 | 重複 |
| ---- | -------- | ---- | ---------- | ---- | --------- | ------ | ------ | ---------- | ---- |
| 当   | 田中良生 | 41   | 自由民主党 | 新   | 106,961票 | 49.00% | ――     |            | ○    |
| 比当 | 高山智司 | 35   | 民主党     | 前   | 85,276票  | 39.07% | 79.73% |            | ○    |
|      | 村主明子 | 33   | 日本共産党 | 新   | 22,091票  | 10.12% | 20.65% |            |      |
|      | 山口節生 | 55   | 無所属     | 新   | 3,957票   | 1.81%  | 3.70%  |            | ×    |

時の内閣：第1次小泉第2次改造内閣 解散日：2003年10月10日 公示日：2003年10月28日 最終投票率：51.75% （全国投票率：59.86%（2.63%））
| 当落 | 候補者名 | 年齢 | 所属党派   | 新旧 | 得票数   | 得票率 | 惜敗率 | 推薦・支持 | 重複 |
| ---- | -------- | ---- | ---------- | ---- | -------- | ------ | ------ | ---------- | ---- |
| 当   | 高山智司 | 33   | 民主党     | 新   | 80,745票 | 46.30% | ――     |            | ○    |
|      | 松永光   | 74   | 自由民主党 | 元   | 58,522票 | 33.56% | 72.48% |            |      |
|      | 村主明子 | 32   | 日本共産党 | 新   | 16,394票 | 9.40%  | 20.30% |            |      |
|      | 秋本清一 | 50   | 無所属     | 新   | 14,566票 | 8.35%  | 18.04% |            | ×    |
|      | 田崎良雄 | 58   | 無所属     | 新   | 4,179票  | 2.40%  | 5.18%  |            | ×    |